# Conjugada convexa
En matemática, la conjugación convexa es una generalización de la transformada de Legendre. También se la conoce como transformada de Legendre-Fenchel o transformada de Fenchel.

## Definición
Para una función
{\displaystyle f:\mathbb {R} ^{n}\rightarrow \mathbb {R} \cup \{+\infty \}}
que toma valores en la recta real extendida, la conjugada convexa se define como
{\displaystyle f^{\star }:\mathbb {R} ^{n}\rightarrow \mathbb {R} \cup \{+\infty \}}
{\displaystyle f^{\star }\left(x^{\star }\right)=\sup \left\{\left\langle x^{\star },x\right\rangle -f\left(x\right):x\in \mathbb {R} ^{n}\right\}=-\inf \left\{f\left(x\right)-\left\langle x^{\star },x\right\rangle :x\in \mathbb {R} ^{n}\right\}}
donde
{\displaystyle \left\langle u,v\right\rangle =\sum _{k=1}^{n}u_{k}\cdot v_{k}}
es el producto escalar sobre Rn.

## Ejemplos
La conjugada convexa de una función afín
{\displaystyle f(x)=\left\langle a,x\right\rangle -b,\,a\in \mathbb {R} ^{n},b\in \mathbb {R} }
es
{\displaystyle f^{\star }\left(x^{\star }\right)={\begin{cases}b,&x^{\star }=a\\\infty ,&x^{\star }\neq a\end{cases}}}
La conjugada convexa de la función valor absoluto
{\displaystyle f(x)=\left|x\right|}
es
{\displaystyle f^{\star }\left(x^{\star }\right)={\begin{cases}0,&\left|x^{\star }\right|\leq 1\\\infty ,&\left|x^{\star }\right|>1\end{cases}}}
La conjugada convexa de la función exponencial es
{\displaystyle \exp ^{\star }\left(x^{\star }\right)={\begin{cases}x^{\star }\ln x^{\star }-x^{\star },&x^{\star }>0\\0,&x^{\star }=0\\\infty ,&x^{\star }<0\end{cases}}}
La conjugada convexa y la transformada de Legendre de la función exponencial coinciden excepto en que el dominio de la conjugada es estrictamente mayor ya que la transformada de Legendre sólo está definida para números reales positivos.

## Propiedades
La conjugada convexa de una función convexa cerrada es también convexa cerrada. La conjugada convexa de una función convexa poliédrica (una función convexa con epígrafe poliédrico) es también convexa poliédrica.
La conjugación convexa invierte el orden: si f ≤ g entonces f* ≥ g*. Aquí, f ≤ g si y sólo si f(x) ≤ g(x) para toda x.

### Biconjugada
La conjugada convexa de una función es siempre semicontinua inferiormente. La biconjugada f** (la conjugada convexa de la conjugada convexa) también es el contorno convexo cerrado, es decir, la función convexa semicontinua inferiormente más grande que es menor que f. Por tanto, f = f** si y sólo si f es convexa y semicontinua inferiormente.

### Desigualdad de Fenchel
Para cualquier función convexa propia f y su conjugada convexa f*, la desigualdad de Fenchel (conocida también como desigualdad de Fenchel-Young) mantiene que:
{\displaystyle \left\langle p,x\right\rangle \leq f(x)+f^{\star }(p)}

### Comportamiento ante transformaciones lineales
Sea A una transformación lineal de Rn en Rm. Para cualquier función convexa f sobre Rn, tenemos
{\displaystyle \left(Af\right)^{\star }=f^{\star }A^{\star }}

donde A* es el adjunto de A definido por
{\displaystyle \left\langle Ax,y^{\star }\right\rangle =\left\langle x,A^{\star }y^{\star }\right\rangle }
Una función convexa cerrada f es simétrica con respecto a un conjunto dado G de transformaciones lineales ortogonales,
{\displaystyle f\left(Ax\right)=f(x),\;\forall x,\;\forall A\in G}
si y sólo si su conjugada convexa f* es simétrica con respecto a G.

### Convolución infimal
La convolución infimal de dos funciones f y g se define como
{\displaystyle \left(f\star _{\inf }g\right)(x)=\inf \left\{f(x-y)+g(y)\,|\,y\in \mathbb {R} ^{n}\right\}}
Sean f1, …, fm funciones convexas propias sobre Rn. Entonces
{\displaystyle \left(f_{1}\star _{\inf }\cdots \star _{\inf }f_{m}\right)^{\star }=f_{1}^{\star }+\cdots +f_{m}^{\star }}